# Masters de Cincinnati 1979
El Abierto de Cincinnati 1979 fue un torneo de tenis jugado sobre pista dura. Fue la edición número 79 de este torneo. El torneo masculino formó parte del circuito  ATP. Se celebró entre el 20 de agosto y el 26 de agosto de 1979.

## Campeones

### Individuales masculinos
Peter Fleming vence a  Roscoe Tanner, 6–4, 6–2.

### Dobles masculinos
Brian Gottfried /  Ilie Năstase vencen a  Bob Lutz /  Stan Smith, 1–6, 6–3, 7–6.
| Predecesor: Cincinnati 1978 | Masters de Cincinnati 1979 | Sucesor: Cincinnati 1980 |